# Synagoga chasydów z Bobowej w Bochni
Synagoga chasydów z Bobowej w Bochni – dom modlitwy znajdujący się w Bochni przy ulicy Brackiej.
Synagoga została zbudowana po 1922 roku z inicjatywy Stowarzyszenia im. Rabina Halberstama z Bobowej w Bochni. Modlili się i studiowali w niej wyłącznie chasydzi bobowscy, zwolennicy cadyków z dynastii Halberstamów. 
Podczas II wojny światowej hitlerowcy zdewastowali synagogę. Po zakończeniu wojny w budynku synagogi mieścił się magazyn soli Powiatowego Związku Gminnych Spółdzielni „Samopomoc Chłopska”.